# Associação Desportiva e Recreativa São José
A Associação Desportiva e Recreativa São José é um clube de futebol brasileiro da cidade de Palmas, no estado de Tocantins.
Permaneceu como equipe amadora de futebol até 2006, quando foi registrada na CBF.
A equipe anunciou em 2013 a contratação do zagueiro Odvan, ex-Vasco da Gama e Seleção Brasileira, como reforço para a disputa da segunda divisão tocantinense. O jogador de 39 anos afirmou que será um novo desafio em sua carreira; o presidente Djacy completou ainda que o jogador servirá de capitão e referência para os jogadores do clube.

## Desempenho em competições oficiais
Campeonato Tocantinense
| Ano  | 2000 | 2001 | 2002 | 2003 | 2004 | 2005 | 2006 | 2007 | 2008 | 2009 |
| Pos. | —    | —    | —    | —    | —    | —    | —    | 10º  | 12º  | —    |
| Ano  | 2010 | 2011 | 2012 | 2013 | 2014 | 2015 |      |      |      |      |
| Pos. | 6º   | 8º   | —    | —    | —    | —    |      |      |      |      |
| ---- | ---- | ---- | ---- | ---- | ---- | ---- | ---- | ---- | ---- | ---- |

Campeonato Tocantinense - 2ª Divisão
| Ano  | 2009 | 2010 | 2011 | 2012 | 2013 | 2014 | 2015 | 2022 | 2023 | 2024 |
| Pos. | 2º   | —    | 5º   | 7º   | 3º   | 9º   | 9º   | 6º   | 6º   | 6º   |
| ---- | ---- | ---- | ---- | ---- | ---- | ---- | ---- | ---- | ---- | ---- |

Legenda:
| Vice-campeão Rebaixado à divisão inferior |